# Pochewka gałki ocznej

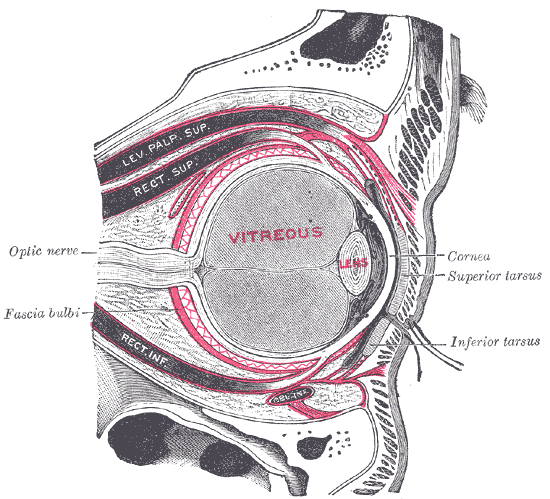
Półschematyczna rycina przedstawiająca strzałkowy przekrój przez gałkę oczną i oczodół, zaznaczono pochewkę gałki (fascia bulbi)

Pochewka gałki ocznej, pochewka gałki, torebka Tenona (łac. vagina bulbi, fascia bulbi, capsula bulbi, capsula Tenoni) – w anatomii człowieka cienka błona łącznotkankowa obejmująca gałkę oczną w części środkowej i tylnej. Stanowi rodzaj panewki pomiędzy gałką oczną a tkanką tłuszczową oczodołu. W okolicy nerwu wzrokowego zrasta się z twardówką, od przodu przechodzi w tkankę łączną podspojówkową. Między twardówką a pochewką gałki znajduje się przestrzeń nadtwardówkowa (przestrzeń międzypochewkowa, spatium intervaginale). Nazwa eponimiczna tej struktury anatomicznej upamiętnia francuskiego chirurga Jacques'a-René Tenona.